# احمد شوبیر
احمد شوبیر ((به عربی: احمد شوبیر)؛ زادهٔ ۲۸ سپتامبر ۱۹۶۰) یک بازیکن فوتبال، و دروازه‌بان (فوتبال) اهل مصر است.

## باشگاهی
از باشگاه‌هایی که در آن بازی کرده‌است می‌توان به باشگاه ورزشی الاهلی مصر اشاره کرد.

## تیم ملی
وی عضو تیم ملی فوتبال مصر در جام جهانی فوتبال ۱۹۹۰ بوده است.